# 公坡镇
公坡镇是中华人民共和国海南省文昌市下辖的一个镇。

## 行政区划
公坡镇下辖以下村级行政区划单位：
公坡墟社区、公坡村、力群村、五一村、新华村、锦东村和水北村